# Gabor Steiner (Theaterdirektor)

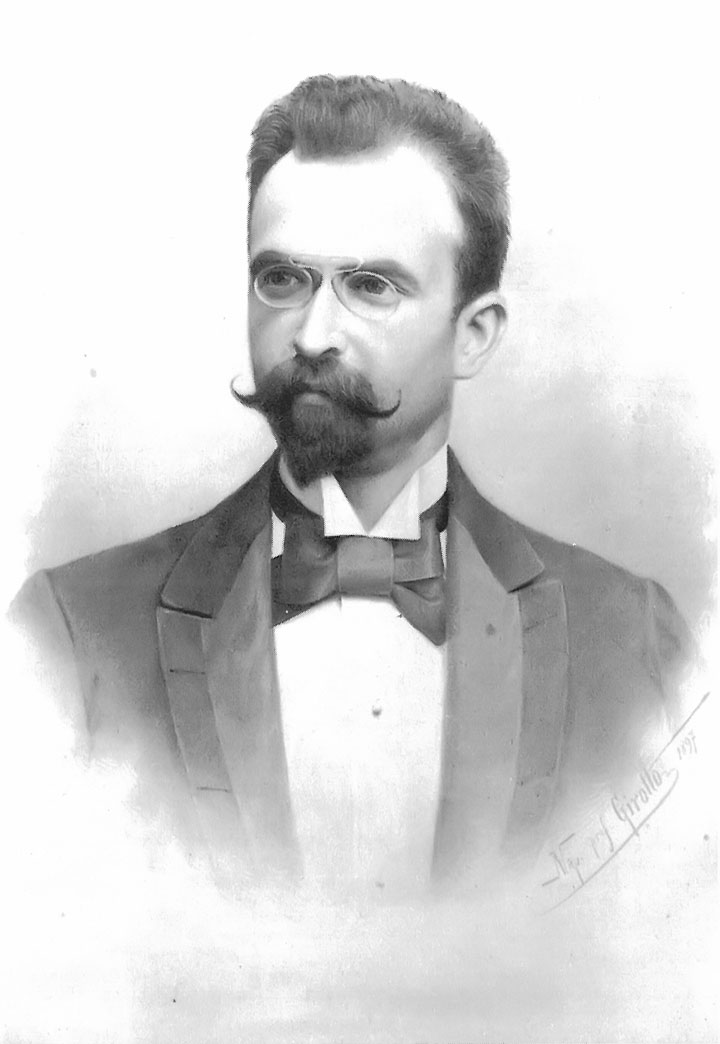
Gabor Steiner im Jahre 1897

Gabor Christian Steiner, ungarisch Steiner Gábor (* 28. Mai 1858 in Temeswar, Kaisertum Österreich; † 9. September 1944 in Beverly Hills) war ein österreichischer Theaterdirektor.

## Leben
Gabor Steiner wurde als Sohn des Schauspielers und Theaterdirektors Maximilian Steiner geboren. Er arbeitete ein Jahr lang in einer Textilfirma, unterstützte 1877–1883 seinen Vater als Kassenchef im Theater an der Wien und später seinen Bruder Franz, der Nachfolger des Vaters als Direktor wurde. 1883 übernahm er selbst die Direktion des Residenztheaters in Hannover, ging bald darauf nach Dresden zu seinem Bruder und kurz darauf nach Berlin, wo er das Walhalla-Operettentheater pachtete. Er kehrte aber wieder nach Wien zurück und wurde künstlerischer Leiter des Carltheaters in der Leopoldstadt. 1887 heiratete er die Ballett-Tänzerin Maria „Mizzi“ Hollmann (1864–1937) und hatte mit ihr einen Sohn, Max (1888–1971). Im gleichen Jahr gründete er eine Konzert- und Theateragentur sowie einen Verlag, 1889 auch eine Zeitung (Neues Theaterblatt), doch musste er das alles 1890 wegen Unrentabilität aufgeben. Einige Jahre später trat Steiner aus der Israelitischen Kultusgemeinde aus und nahm den evangelischen Glauben an. 1892 wurde er Leiter der Hans-Wurst-Bühne in der Wiener Rotunde.
Ab 1894 pachtete Steiner von der englischen The Assets Realisation Co. die „Kaiserwiese“ am Beginn des Wiener Praters und ließ dort mit Hilfe des Architekten Oskar Marmorek und des Grafikers Ferdinand Moser nach dem Vorbild von Venice in London den Vergnügungspark Venedig in Wien errichten, der 1895 eröffnet wurde. Außerdem eröffnete er (erfolglos) ein Kino und ein Automatenbuffet. Die Errichtung des Riesenrades war ihm ein besonderes Anliegen, mit dessen späterem Besitzer Eduard Steiner war er allerdings nicht verwandt. 1897 wurde er Leiter von Danzers Orpheum, für das er eine Konzession als Theater und als Varieté erwirken konnte.
1908 geriet Steiner infolge hoher Investitionen und Kosten – u. a. durch die Produktionskosten für eine Aufführung von Paul Linckes Der Schlager der Saison – in finanzielle Schwierigkeiten. Er musste Konkurs anmelden und die Direktion seiner Unternehmen an Hugo Fürst und Alfred A. Winter abgeben.
Von 1909 bis 1912 war er Direktor des Etablissements Ronacher, anschließend übernahm er noch einmal die Leitung von Venedig in Wien, wobei er aber noch mehr Schulden anhäufte und wieder in Konkurs ging. Es kam zur Flucht aus Wien, um der damals üblichen Schuldhaft zu entgehen, und zur Trennung von seiner Frau.
Ab 1913 hielt er sich in London, in der Schweiz und in New York auf, 1921 kehrte er wieder nach Wien zurück. Mit Ambitionen, Direktor im Theater in der Josefstadt zu werden, scheiterte er, und so begnügte er sich mit der Gründung eines Verlages, der vor allem Musikstücke herausbrachte. Steiners Lage wurde aber nicht viel besser, und so wurde er von seinem Sohn Max, der in den USA ein erfolgreicher Komponist geworden war, finanziell unterstützt.
Am 7. September 1938 musste er als Jude Wien verlassen und in der Folge zu seinem Sohn in die USA fliehen. In Hollywood heiratete er die Sekretärin seines Sohnes, Erna Mundelius (1880–1943). 1944 starb er in Beverly Hills und fand seine letzte Ruhestätte auf dem Forest Lawn Memorial Park, Glendale (Kalifornien).

## Ehrungen
1904 wurde Gabor Steiner das Ritterkreuz des Franz-Joseph-Ordens verliehen.
Der Gabor-Steiner-Weg in Wien-Leopoldstadt, ein Fußweg in der Kaiserwiese, der die Verbindung vom Praterstern zum Wiener Riesenrad bildet, wurde 1987 nach ihm benannt.

## Veröffentlichungen (Auswahl)
- Wie das Riesenrad nach Wien kam. Mein Kampf gegen die Behörden. In: Neues Wiener Journal, 12. Jänner 1930, S. 8–9 (online bei ANNO).